# Jérôme Carlos
Pour les articles homonymes, voir Carlos.
Jérôme Carlos, né le 30 septembre 1944 à Porto-Novo (colonie du Dahomey, Afrique-Occidentale française) et mort le 15 janvier 2024 à Cotonou (Bénin), est un écrivain, historien et journaliste béninois.

## Biographie
Jérôme Carlos naît à Porto-Novo le 30 septembre 1944.
Journaliste et historien de formation, il occupe les fonctions de directeur des Musées, Bibliothèques et Archives nationales de Cotonou (Bénin), et d’expert consultant auprès de l'Institut culturel africain de Dakar. Journaliste, il produit la plupart de ses articles pour des journaux de Côte d'Ivoire. Il est devenu rédacteur en chef d'Ivoire Dimanche de 1982 à 1990, puis de La Presse (1990-1993) et de La Lettre d'Afrique (1994).
Au moment de la révolution au Bénin, en tant que directeur général d’organe de presse de service public, et face à l’idéologie marxiste-léniniste, il est obligé de s’exiler en Côte-d’Ivoire. Surnommé Le Doyen par ses jeunes collègues des médias, Jérôme Carlos est aussi le directeur général du Centre africain de la pensée positive (CAPP), et le fondateur et directeur gérant de la radio privée commerciale Capp FM. Il vit à Cotonou.
En 1973, il publie un recueil de poèmes : Cri de Liberté, édité à Cotonou, et en 1988 sort un recueil de nouvelles, Les enfants de Mandela publié à Abidjan (Côte d'Ivoire). Il est également l’auteur de deux romans : Fleur du désert, aux Éditions CEDA, Abidjan, 1990 et Le Miroir, aux Éditions Edilis, Abidjan 1994, mais encore d'un ouvrage didactique et de deux essaisLes Enfants de Mandela

Dans un entretien, en évoquant son ouvrage qui a pour cadre l’apartheid :

« C'était alors un thème d'une brûlante actualité qui n'échappait pas, dans son traitement, à la plume du journaliste que je suis. Mais l'espace d'un journal est étroit et tout support de presse est soumis à une ligne éditoriale déterminée. A côté de quoi, j'ai estimé l'espace littéraire plus large, plus ouvert, moins contraignant - idéologiquement parlant - et tout entier laissé à l'initiative de l'écrivain qui y exerce pleinement et totalement et sa liberté et sa responsabilité. […] Je récusais, à ma manière, une forme de manichéisme primaire qui gangrenait tout le débat sur l'apartheid »

— propos  recueillis par : Guy Ossito Midiohouan, (Cotonou - janvier 1999).
Il a également collaboré à plusieurs ouvrages collectifs. Enfin, il est aussi l’auteur du texte de la Dictée d'Afrique - édition 2006.
Jérôme Carlos meurt brusquement à Cotonou le 15 janvier 2024 à l’âge de 79 ans.

## Distinctions
- 1989 : Grand prix de littérature ID de Côte d'Ivoire (pour Les Enfants de Mandela)[2]
- Officier de l'Ordre du Mérite culturel de Côte d'Ivoire[2].

## Publications
- Cri de liberté, poésie, Cotonou, éditions ABM, 1972.
- Les Enfants de Mandela, nouvelles, Abidjan, éditions CEDA, 1988.
- Fleur du désert, roman, Abidjan, éditions CEDA, 1990.
- Comment je prépare mon examen, Cotonou, éditions Boya, 1993.
- Le Miroir, roman, Abidjan, éditions EDILIS, 1994.